# Angelsdorf
Angelsdorf ist ein Ortsteil der Stadt Elsdorf im nordrhein-westfälischen Rhein-Erft-Kreis mit 2001 Einwohnern (Stand: 31. Dez. 2014). Bis zur kommunalen Neugliederung 1975 war Angelsdorf eine Gemeinde im Amt Elsdorf des damaligen Kreises Bergheim (Erft).

## Lage
Angelsdorf liegt zwischen Elsdorf und dem Ortsteil Esch. Die Bebauung der drei Orte geht ineinander über.
Durch den Ort verlaufen die Landstraße 278 und die Kreisstraße 38. Die ehemalige Bundesstraße 55 verlief südlich des Ortes, heute in Elsdorf noch als Köln-Aachener Straße bezeichnet. Sie ist die römische Via Belgica. Die wegen des Braunkohleabbaus verlegte B 55 umgeht den Ort nördlich. Der Ort entwässert über das Escher Fließ, das mit dem Elsdorfer Fließ in den Finkelbach und kurz danach in die Erft mündet.

## Geschichte

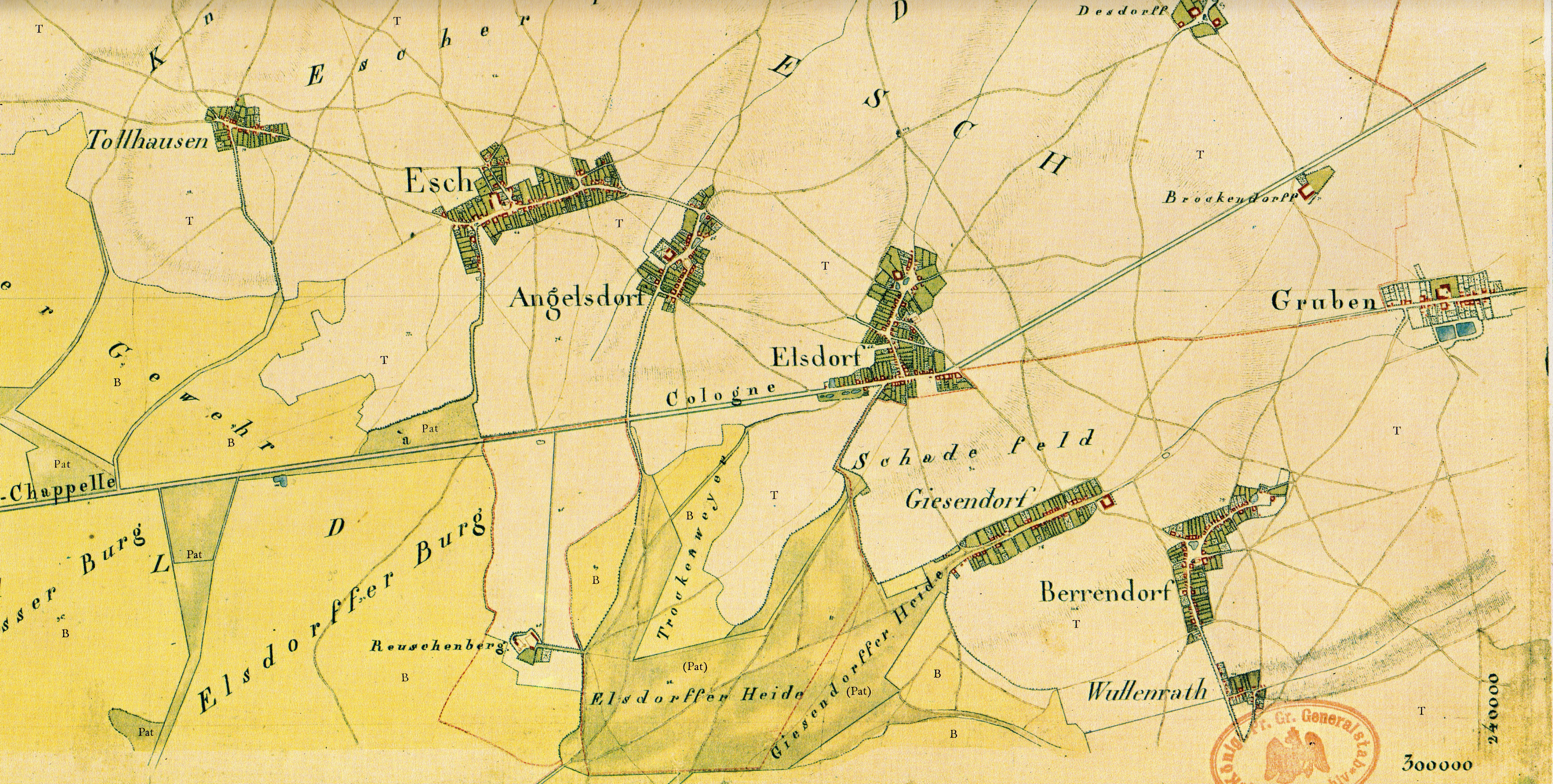
Angelsdorf auf der Tranchotkarte von 1806/07

Erstmals urkundlich erwähnt wird das Dorf als „Angellesthorp“ im Jahre 1079. Größter Grundbesitzer war damals das Kloster St. Pantaleon aus Köln. Im liber valoris wird für Angelsdorf schon im 13. Jahrhundert eine Pfarrkirche erwähnt. Die Kirche St. Luzia wurde 1535 und 1865 neu gebaut oder erweitert. Bis zum Anfang des 19. Jahrhunderts war der Ort fast genauso groß wie Elsdorf.
Vor der Besetzung der linksrheinischen Gebiete durch Frankreich 1794 war Angelsdorf ein Teil des Amtes Bergheim des Herzogtums Jülich. Unter der Herrschaft der Franzosen, die die Verwaltung in den annektierten Gebieten völlig neu ordneten, wurde das Dorf der Mairie Esch, Kanton Bergheim, Arrondissement de Cologne im Département de la Roer zugeordnet. 1815 fiel das Rheinland und damit auch Angelsdorf an Preußen, das die französische Verwaltungseinteilung fast unverändert übernahm. Aus der Mairie Esch wurde die Bürgermeisterei Esch im Kreis Bergheim (Erft) im Regierungsbezirk Cöln. Dieser gehörte zunächst zur Provinz Jülich-Kleve-Berg, die 1822 mit der Provinz Großherzogtum Niederrhein zur Rheinprovinz zusammengefasst wurde.
Mit Einführung der Gemeindeordnung für die Rheinprovinz kam es 1845 zur rechtlichen (Wieder-)Anerkennung der durch die Bürgermeistereien verwalteten Gemeinden als Gebietskörperschaft. Angelsdorf war ab 1848 eine von zunächst sieben Gemeinden der Bürgermeisterei Esch. Wie alle Landbürgermeistereien in der Rheinprovinz erhielt die Bürgermeisterei Esch 1927 die Bezeichnung Amt. Anfang 1938 wird das Amt Esch mit dem Amt Heppendorf vereinigt und in Amt Elsdorf umbenannt.
Am 1. Januar 1975 wurde die Gemeinde Angelsdorf durch § 8 des Gesetzes zur Neugliederung der Gemeinden und Kreise des Neugliederungsraumes Köln (Köln-Gesetz) mit den übrigen Gemeinden des Amtes Elsdorf (ohne die Ortsteile Ahe und Thorr) zur neuen Gemeinde Elsdorf zusammengeschlossen, die dem neugebildeten Erftkreis (ab 2003 Rhein-Erft-Kreis) zugeordnet wurde.

## Ortsvorsteher
Ortsvorsteher für Angelsdorf ist Michael Gülden (CDU) (Stand:2023).

## Bürgewald
Angelsdorf gehört zu den so genannten Bürgewaldgemeinden, die Rechte am Bürgewald besaßen. Dies ist der Legende nach dem heiligen Arnold von Arnoldsweiler zu verdanken, durch den legendären „Ritt um den Bürgewald“. Hauptort der Bürgewaldgemeinden ist Arnoldsweiler. Dorthin mussten die Angelsdorfer am Pfingstdienstag, später am Pfingstmontag, dem heiligen Arnold eine Kerze opfern. Dieser Wachszins wurde erst im 19. Jahrhundert aufgelöst.

## Zentraler Soldatenfriedhof
1951 wurden in der Nähe der Kaninhütte, Birkenstraße, 547 Gefallene des Zweiten Weltkrieges, die auf kleineren Gräberfeldern und Feldern im Braunkohleabbaugebiet lagen, umgebettet.

## Verkehr
Angelsdorf liegt im Verbundgebiet des VRS. Die Buslinien 937, 950 und 988 der Rhein-Erft-Verkehrsgesellschaft verbinden den Ort mit Elsdorf, Bergheim und Bedburg. Zusätzlich verkehren einzelne Fahrten der AVV-Linie 283 des Rurtalbus nach Elsdorf und Rödingen.
| Linie | Betreiber | Verlauf |
| ----- | --------- | --- |
| 283   | Rurtalbus | Rödingen – Bettenhoven – Oberembt – Niederembt – Esch – Elsdorf |
| 937   | REVG      | Schülerverkehr: Oberembt – Frankeshoven – Niederembt – Tollhausen – Esch – Angelsdorf – (Neu-Etzweiler –) Elsdorf – Zieverich – Bergheim |
| 950   | REVG      | Weiden Zentrum (Stadtb.) – Königsdorf Bf – Quadrath-Ichendorf Bf – Kenten – Bergheim Bf – Zieverich – Thorr – Grouven – Berrendorf – Giesendorf – Elsdorf – Angelsdorf – Esch – Niederembt – Frankeshoven – Oberembt – Bettenhoven – Rödingen |
| 988   | REVG      | (Stammeln – Heppendorf – Widdendorf – Grouven – Berrendorf-Wüllenrath – Giesendorf –) Elsdorf – Angelsdorf – Esch – Tollhausen – Oberembt – Frankeshoven – Niederembt – Bedburg Schulzentrum / (Kirdorf – Blerichen – Bedburg Bf)             |